# Supermarine Seafire
Supermarine Seafire byl britský jednomístný palubní stíhací letoun vyvinutý za druhé světové války. Byl odvozen ze slavné stíhačky Supermarine Spitfire.

## Vznik a vývoj
Na začátku druhé světové války byl hlavním stíhacím typem Fleet Air Arm (FAA – britské námořní letectvo) dvoumístný Fairey Fulmar, neboť Admiralita byla přesvědčena, že letoun operující z paluby lodi potřebuje druhého člena posádky k obsluze radiostanice. Jak ale později vyšlo najevo, jednomístné stroje jsou také schopny nasazení z letadlových lodí a mohou lépe čelit protivníkovým stíhačkám. Momentální nedostatek takových strojů se Admiralita rozhodla řešit úpravou stávajících pozemních typů, a tak vedle Hawker Hurricanů požádala i o Supermarine Spitfire. Tyto stroje ale byly nutně potřeba k obraně Británie v bitvě o Británii, a tak musela Admiralita počkat.
Samotný vývoj započal roku 1941, kdy bylo několik Spitfirů Mk.VB upraveno zastavěním přistávacího háku a úchytů pro katapult, první z nich byl zalétán v říjnu 1941 a další dva vzlétly počátkem roku 1942. Tyto letouny většinou neměly další námořní vybavení a byly používány jako cvičné.
Letouny "Seafire" byly modifikací Supermarine "Spitfire" a nahradily postupně letouny "Sea Hurricane", které se stáhly většinou na malé doprovodné letadlové lodě.
Ve druhé polovině roku 1941 byl jeden "Spitfire" F.Mk.V opatřen přistávacím hákem a s úspěchem odzkoušen na palubě HMS Illustrious. Tak také vypadalo 48 prvních sériových "Seafire" F.Mk.IB s výzbrojí typu B.
V září 1942 přišly první ze 400 postavených Mk.IIC se zesílenou konstrukcí, aby mohly být katapultovány. Některé z nich měly ve verzi L.F.Mk.IIC zkrácené křídlo.
Dosavadní pevné křídlo "Spitfirů" se změnilo na skutečná námořní sklopné až u verze F.Mk.III, jejíž výroba začala v dubnu 1943 a dala celkem 1 000 kusů. 
Letouny "Seafire" prošly bojem poprvé při spojeneckém vylodění do severní Afriky (operace Torch) v listopadu 1942. Koncem roku 1942 bylo již ve službě šest perutí "Seafire" a počet stoupal. "Seafiry" se pak objevovaly při všech vyloděních ve Středomoří a v poslední fázi války přešly do Pacifiku. Z celkového počtu 1699 "Seafirů" s motory Merlin bylo 166 ks upravených ze Spitfirů. V květnu 1945 přišly do služby Seafire Mk.XV s motory Griffon VI, ale to byly již vysloveně poválečné typy.

## Hooked Spitfire
Tyto letouny vznikly nouzovou úpravou 45 Spitfirů Mk.VB během roku 1942, kdy námořnictvo nutně potřebovalo stroj, který by byl svými výkony srovnatelný řadovým stíhačkám protivníka. Pod trupem byl přistávací hák typu „A“, nainstalovány byly přístroje používané námořním letectvem (radiostanice a identifikační přístroj), přijímač pro radiomaják a úchyty pro jeřáb ale chyběly. Křídlo bylo pevné, nesklopné. Stroje byly použity pouze k palubním zkouškám a k výcviku.

## Mk. IB
Celkem 166 letounů bylo konvertováno z pozemního Spitfiru Mk.VB. Stroje, nyní s továrním označením Supermarine Type 340, dostaly nová sériová čísla, jinou radiostanici, trupový přistávací hák „A“ a trup byl lokálně zesílen; úchytné body pro katapult nebyly instalovány na prvních 48 letadlech. Výzbroj byla typu B – dva 20mm kanóny Hispano Mk. II (60 nábojů na hlaveň) a čtyři 0,303 in (7,7 mm) kulomety (350 nábojů každý), většina strojů byla poháněna motorem Rolls-Royce Merlin 45 (1 415 hp / 1 055 kW), několik strojů mělo Merlin 46. Jelikož Spitfire byl záchytný stíhač, neměl velký dolet, tolik potřebný pro námořní operace, proto zde mohl být zvýšen podtrupovou přídavnou nádrží o objemu 30 Imp gal (136 l).
Dodávky byly zahájeny v polovině roku 1942. Stroje byly použity zejména pro cvičné účely, ale u několika perutí byly nasazeny i operačně. V říjnu jimi byla kompletně vyzbrojena 801. peruť na palubě HMS Furious, dále se pak dočkaly nasazení z paluby eskortní letadlové lodě HMS Fencer v rámci 842. smíšené perutě.
Seafiry Mk. IB byly pochopitelně považovány jen jako přechodné typy kvůli nedostatečné navalizaci, ale právě díky ní a malému nárůstu hmotnosti nedošlo k velkému poklesu výkonů vzhledem ke Spitfiru Mk.VB.

## Mk. IIC

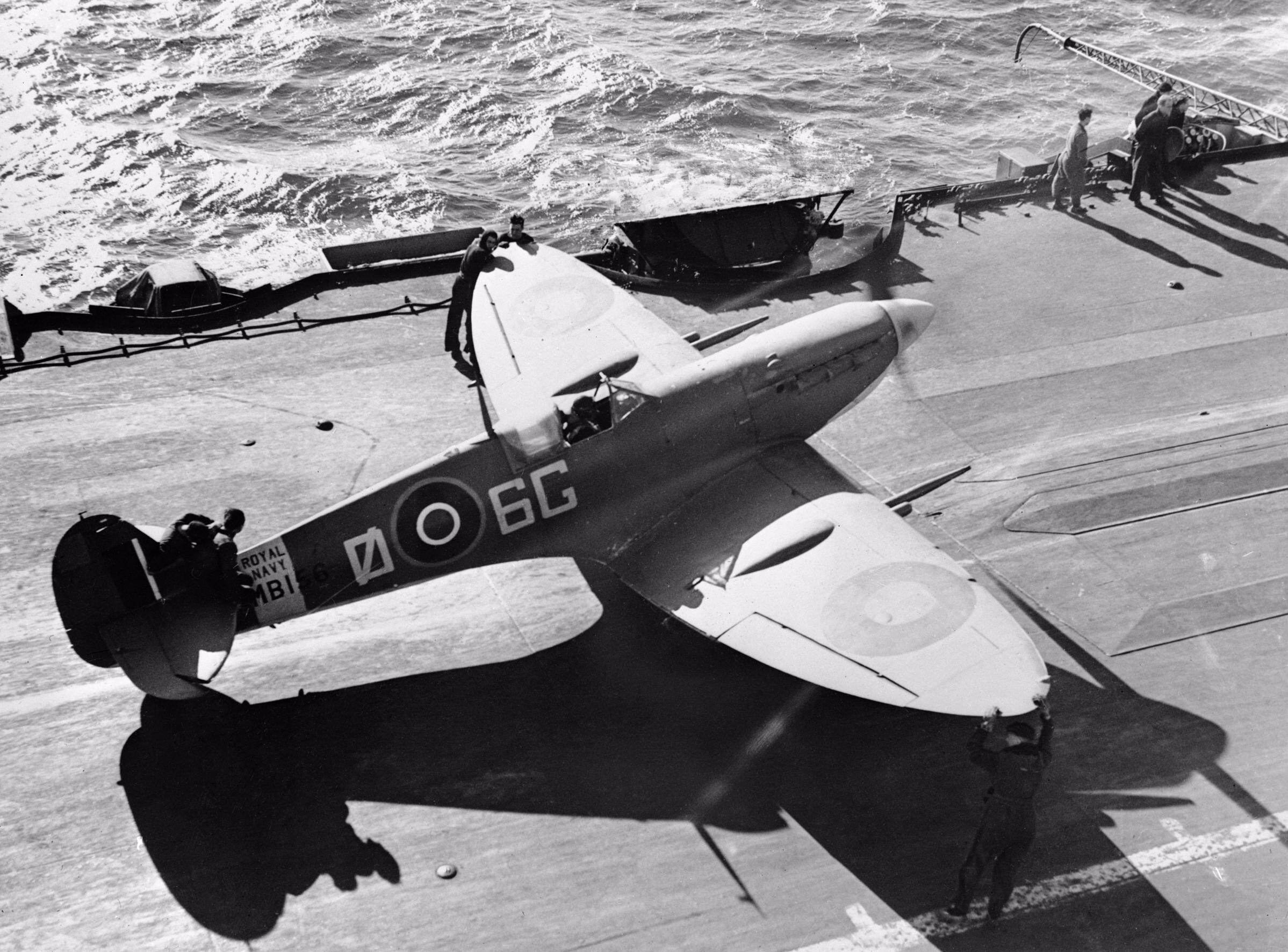
Supermarine Seafire Mk.IIc

Stroje Mk. IIC již námořnictvo pokládalo za pravou palubní stíhačku. Konstrukčně vycházely z Mk.VC, měly samozřejmě přistávací hák typu „A“, zpevněný trup, prodloužené nohy podvozku, úchyty pro katapult a křídlo C – dva 20 kanóny Hispano Mk. II (120, někdy se udává 145, nábojů) a čtyři kulomety Browning (350 střel), námořní radiostanici, identifikační přístroj IFF (Identification friend or foe – identifikace přítel-nepřítel) a přijímač radiomajáku Type 72. Pod trupem mohla být přepravována puma o hmotnosti 250 lb (113 kg) nebo přídavná nádrž o 45 Imp gal (204,5 l) paliva. Vzlet mohl být usnadněn instalací pomocných startovacích raket RATOG (Rocket Assisted Take Off Gear) na nosné plochy (nakonec nikdy nebyly použity operačně). Někdy byl používán tropický filtr Vokes, rozpětí nesklopného křídla bylo standardní nebo zkrácené. Bylo postaveno 372 exemplářů.

### Subverze
F Mk.IIC – Supermarine Type 357 – Základní verze určená k stíhání, proto je označena písmenem F. Jako prototyp posloužil stroj AD371, který byl zalétán v únoru 1942. První sériový stroj vzlétl 28. května 1942. Letouny byly poháněny motory Merlin 45 (1 415 hp / 1 055 kW), 46 nebo 50 (několik posledních mělo motory Merlin 55) se čtyřlistou vrtulí, do služby vstoupily v polovině roku u 807. perutě, která později zabezpečovala vzdušné krytí při invazi do severní Afriky. Kvůli nárůstu hmotnosti a zachování pohonné jednotky klesly oproti verzi Mk.IB výkony.
L Mk.IIC – Supermarine Type 375 – Ke konci roku proběhly na jednom Spitfiru Mk.I (L1004) zkoušky motoru Merlin 32 o 1645 hp s menším průměrem oběžného kola kompresoru, který podával nejlepší výkony v malých výškách. Testy dopadly úspěšně a tak padlo rozhodnutí zastavět tuto pohonnou jednotku do stávajících letounů Seafire. Tato letadla se dočkala služby v květnu 1943 u 807. perutě, většinou se zkráceným rozpětím. Předpona L znamená v systému označení námořního letectva to samé jako LF u RAF, tedy stíhač pro malé výšky.
LR Mk.IIC – Ozbrojená průzkumná subverze stíhačky pro malé výšky, odvozená z L Mk.IIC, někdy označována také jako FR Mk.IIC nebo PR Mk.IIC. Firma Heston Aircraft upravila okolo deseti letounů L Mk.IIC, v trupu přibyla jedna vertikální kamera F.24 (ohnisková vzdálenost 20 in / 51 cm) a jedna šikmá (14 in / 35,5 cm) mířící vlevo. Stroje byly nasazeny počínaje červnem 1943.

## Mk.III
Varianta vyvinutá z Mk.IIC (tedy pořád vycházející z již zastaralého Spitfiru Mk.V). Nejpodstatnější změnou bylo použití ručně sklápených křídel (křídlo se před kanóny sklopilo nahoru, podruhé před koncovým obloukem dolů). Díky tomu bylo možno umístit na letadlovou loď více strojů. Prototyp (MA970 – první sériový Mk. II) byl zalétán v listopadu 1942, sériové stroje (Supermarine Type 358) následovaly v květnu 1943 a operačně byly nasazeny v listopadu u 894 perutě. Mk.III se stala nejpočetnější verzí Seafiru, neboť bylo celkem vyrobeno 913 strojů u firmy Westland a 350 u Cunliffe Owen. Stroje se dočkaly mj. nasazení na pacifickém bojišti.
Výzbroj zůstala stejná jako u Mk.IIC (dva 20mm kanóny se 120 nebo 145 náboji a čtyři kulomety s 350 střelami), avšak vnější kanónová šachta byla odstraněna, odpadla tedy možnost zástavby čtyř kanónů. Rovněž vnější vybavení bylo zachováno – na závěsník pod trupem mohla být pověšena puma o hmotnosti až 500 lb (227 kg) nebo přídavná nádrž; start mohl být usnadněn díky pomocným startovacím raketám RATOG. Pozdější letouny mohly nést místo pumy 4 neřízené rakety ráže 3 in (76,2 mm) na závěsnících Mk.VIII.
Po válce bylo 141 Seafirů Mk.III dodáno do Francie, která je bojově nasadila nad Indočínou.

### Subverze
F Mk.III – Původní Mk.III s Merlinem 55 se čtyřlistou vrtulí (u několika letounů byly použity motory Merlin 45, 46 nebo 50). Zde byly ještě použity kolektorové výfukové roury, tři na každé straně přídě.
L Mk.III – Hlavní subverzí se stala varianta L Mk.III. Zde bylo použito křídlo bez koncových oblouků a motor Merlin 55M (1585 hp / 1182 kW), který podával lepší výkony v menších výškách. U této varianty se také objevilo jiné uspořádání výfuků, na každé straně přídě nyní bylo šest výfukových rour.
LR Mk.III – Do několika málo strojů L Mk.III byly umístěny dvě kamery F. 24 (stejně jako u LR Mk. IIC), vznikla tak varianta určená pro ozbrojený hloubkový průzkum, někdy také označovaná FR Mk.III.

## Mk.XV

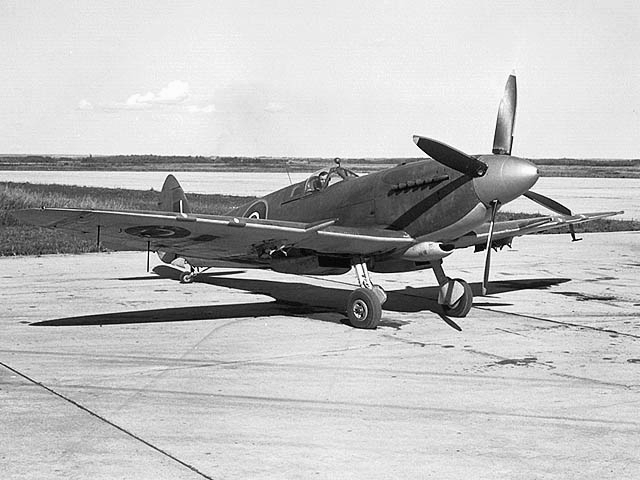
Seafire XV Royal Canadian Air Force

První varianta Seafiru s motorem Rolls-Royce Griffon a zároveň první verze stavěná od začátku skládacím křídlem. Jednalo se o spojení Spitfiru Mk.XII s ručně sklápěným křídlem Seafiru Mk. III a ocasními plochami Spitfiru Mk.VIII. Letoun byl vyvíjen nejdřív pod označením Seafire Mk.XII, pak byl přeznačen na Mk.XV. Několik posledních exemplářů bylo upraveno na standard Mk.17.
Prototyp (NS487) byl dokončen v prosinci 1943 ještě s trupovým přistávacím hákem „A“, typu bylo přiřazeno tovární označení Supermarine Type 377. Druhý prototyp (NS490) obdržel nový ocasní přistávací hák „Sting Hook“, který se při zatažení ukrýval do vyříznuté směrovky a který se pak stal standardním pro většinu následujících strojů. Díky peru se hák po uvolnění natáhl dozadu o 45 cm (18 in), do strany se mohl vychýlit až o 30°. Stroje byly sériově vyráběny počínaje listopadem 1944, dodávány od března. Válečných operací se již nezúčastnily.
Pohonnou jednotkou se stal Griffon VI (1 850 hp / 1 380 kW) s jednostupňovým dvourychlostním kompresorem a čtyřlistou vrtulí o průměru 3,175 m (10 ft 5 in), byla použita zahrocená směrovka, chladiče pod oběma křídly a zatahovací ostruhové kolečko, které bylo chráněno před zachytáváním o lana z trubek přivařenou hrazdičkou. Hlavňová výzbroj zůstala stejná, ale díky novému nabíjecímu mechanismu firmy Martin-Baker pojaly pásové zásobníky kanónů 150 střel. Vnější nesená výzbroj do celkové hmotnosti 1 000 lb (454 kg) byla zavěšena na jednom trupovém pumovém závěsníku (puma nebo přídavná nádrž) a pod křídly (dvě 250 lb / 113 kg bomby nebo čtyři neřízené rakety na odpalovacím zařízení „zero-length“).
Seafire Mk.15 (poválečné označení arabskými čísly) nebyl, navzdory zvýšení výkonů, úspěšný a bezpečný. Právě pohonná jednotka se stala kamenem úrazu. Díky velkému kroutícímu momentu hrozilo při přidání plynu naklonění a stočení letounu, zejména při kritických fázích letu jako přistání nebo vzlet. Další problém představovala malá světlost mezi palubou a vrtulí, a při vyšších, běžně dosažitelných, rychlostech se levé křídlo začalo propadat a stroj spadl do neovladatelné vývrtky. Také podvozek, který nebyl od verze Mk. II zpevněn, nestačil na nárůst váhy. Kvůli těmto negativům byl Seafire Mk. 15 na čas vyřazen ze služby.
Ani výkony letounu nebyly úplně uspokojivé, neboť pořád znatelně zaostával za americkými stroji, kterým měl konkurovat, a výzbroj byla pořád zčásti tvořena slabými kulomety puškové ráže, zatímco RAF už používala půlpalcové (12,7 mm) kulomety nebo 20mm kanóny.
Po válce byly Seafiry Mk. 15 ve službě také Royal Canadian Navy (Královské kanadské námořnictvo), Aéronavale (Francouzské námořní letectvo) a barmského letectva. V Británii sloužily do roku 1951 u tří perutí Royal Navy Volunteer Reserve (Dobrovolnické zálohy Královského námořnictva). Celkem bylo vyrobeno 434 strojů.

## Mk.XVII

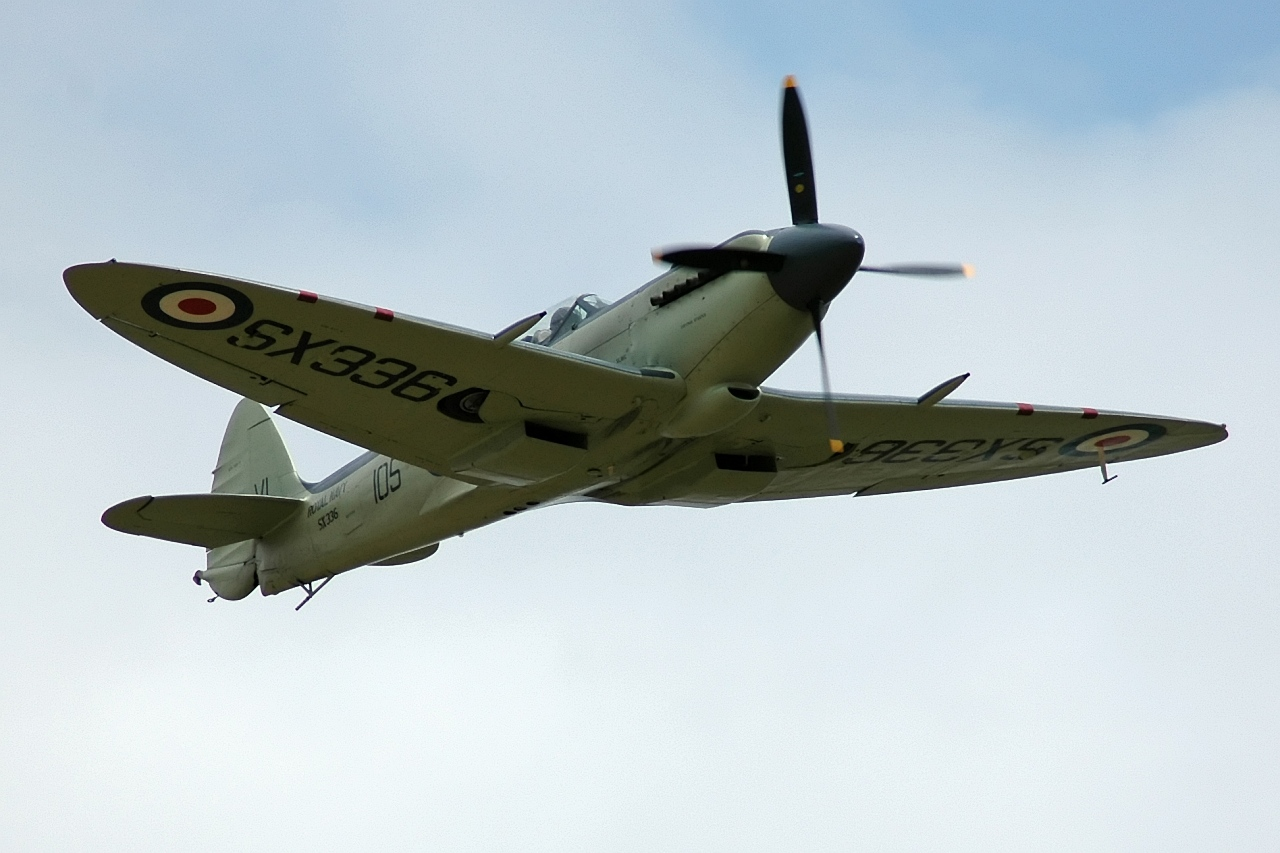
Seafire F XVII

Tato verze vznikla dalšími úpravami z Mk. 15. Zadní část trupu byla snížena na úroveň přídě, kabina dostala kapkovitý překryt se zaobleným čelním štítkem, elektroinstalace používala napětí 24 V a směrové kormidlo bylo zvětšeno. Výsledky zkoušek dopadly dobře, a tak bylo rozhodnuto stejně upravit poslední kusy verze Mk. 15 i stavět takto upravené stroje pod označením Mk. XVII (Supermarine Type 386).
Díky úspoře hmotnosti snížením trupu mohl být u sériových strojů zvětšen dolet. Do trupu za kabinu přibyla nádrž o objemu 33 Imp gal (150 l), ale pouze u stíhací varianty. U FR Mk. XVII byl tento prostor využit fotografickými přístroji. Podvozek (naposledy upravený u Mk. IIC) byl zpevněn a zdvih podvozkových noh zvětšen ze 125 mm na 203 mm, takže se za cenu ještě více zhoršeného výhledu při přistání a vzletu zvětšila mezera mezi palubou a vrtulí. Byly upraveny také tlumiče a lokálně zesílen nosník křídla.
Pohonná jednotka i hlavňová výzbroj zůstaly zachovány. Podvěšená výzbroj do celkové hmotnosti 1 000 lb (454 g) byla nesena pod trupem a křídly, pod vnějšími částmi nosné plochy pak dvě „bojové“ přídavné nádrže („combat tanks“) po 22,5 Imp gal (85,5 l). Tyto nádrže nemusely být před bojem odhozeny.
Bylo vyrobeno 234 strojů, ale stejně jako Mk. XV přišly pozdě pro nasazení během druhé světové války.
Po válce byl zaveden systém označování verzí pomocí arabských číslic, ze Seafire Mk. XVII se tedy stal Mk. 17, někde se uvádí také Mk. 41. Později byla Seafirům přiřazována čísla od 40 ve snaze odlišit palubní verze Spitfirů od pozemních.
FR Mk. XVII (FR Mk. 17) – Několik letadel bylo dokončeno ve stíhací-průzkumné variantě se dvěma kamerami F.24 (jedna šikmá a jedna svislá) v zadní části trupu místo palivové nádrže.

## Mk. 45
Varianta vyvíjená ze Spitfiru Mk. 21 s motorem Griffon s dvoustupňovým dvourychlostním kompresorem. Letoun byl modifikován jen minimálně: instalací přistávacího háku a námořní radiostanice, zpevněním křídel a přidáním ochranné hrazdičky před ostruhové kolo. Koncové oblouky měly nový tvar, stejný jako u Spitfiru Mk. 21 a následujících verzí. Trup za kabinou nebyl snížen, použit tedy byl starší překryt kabiny. Pohon obstarával kapalinou chlazený dvanáctiválec Rolls-Royce Griffon 61 (2 045 hp / 1 529 kW) s pětilistou automaticky stavitelnou vrtuli Rotol. Rovněž byly prováděny zkoušky s motorem Griffon 85 s reduktorem pro dvě protiběžné třílisté vrtule. Díky použití protiběžných vrtulí byl odstraněn kroutící moment motoru, takže se výrazně zlepšila stabilita i letové vlastnosti.
Pohon sériových strojů ale nadále obstarával Griffon 61 s jednou pětilistou vrtulí. Výzbroj tvořily čtyři 20mm kanóny Hispano se zásobou 175 nábojů pro vnitřní zbraně a 150 nábojů pro vnější zbraně, pod trupem byl umístěn závěsník pro 500 lb (227 kg) bombu nebo hlubinnou nálož Mk. IX. Objevily se také problémy: letouny měly podélnou stabilitu ještě horší než Mk. 15 a pilotování bylo velmi náročné. Typ neměl sklopné křídlo a zabíral tak mnoho místa na palubě lodi.
Sečteno podtrženo, Seafire Mk. 45 nebyl úspěšný. Byl nedostatečně navalizovaný a špatně a obtížně pilotovatelný. Nakonec se ani nedostal do výzbroje prvoliniových útvarů. Do konce prosince 1945 bylo dodáno 50 strojů verze Mk. 45 (Supermarine Type 388).
Několik letounů opět sloužilo jako stíhací-průzkumné se dvěma kamerami F.24 v trupu za kabinou. Byly označeny jako FR Mk. 45.

## Mk. 46
Typ odpovídal pozemnímu Spitfiru Mk. 22. Trup za kabinou byl snížen na úroveň přídě a kabina obdržela kapkovitý překryt, samozřejmě byl instalován ocasní přistávací hák a další námořní vybavení. Výzbroj se zůstala stejná jako u předchozí varianty. Použit byl motor Griffon 85 se dvěma protiběžnými třílistými vrtulemi, které anulovaly velký kroutící moment pohonné jednotky. Zlepšila se tudíž ovladatelnost a stabilita a pilotáž již nebyla tak obtížná, jako u Mk. 45. Pozdější letadla dostala větší ocasní plochy pocházející z typu Supermarine Spiteful. I tato verze ale nebyla příliš úspěšná a vhodná pro službu u námořního letectva, neboť křídla byla stále nesklopná.
V této variantě byly dokončeny i některé stroje původně objednané jako Spitfire Mk. 24. Celkem bylo postaveno pouze 24 strojů. Sloužily u 781. a 1832. perutě.
Některé stroje, s označením FR Mk. 46, měly v trupu za kabinou umístěnu kameru F.24 určeny tedy byly pro ozbrojený průzkum.

## Mk. 47

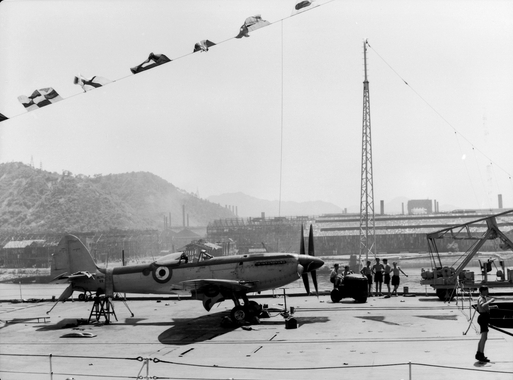
Supermarine Seafire Mk.47, 1950

Finální verzi se stal Supermarine Seafire Mk. 47, který lze konečně pokládat za stroj vhodný pro námořní službu. Byl výsledkem dalšího vývoje a přinášel několik zásadních a potřebných změn. Tu největší představovalo použití hydraulicky sklápěného křídla, což značně usnadnilo provoz na letadlové lodi. Křídlo se sklápělo jen v jednom místě, vně podvozkových šachet. Stroj byl poháněn Griffonem 87 (2 145 hp / 1 600 kW) nebo Griffonem 88 (2 375 hp / 1 771 kW) s dvoustupňovým dvourychlostním kompresorem a dvěma třílistými protiběžnými vrtulemi. K dalšímu zlepšení stability přispěly větší ocasní plochy. Nasávací kanálek vzduchu do kompresoru byl prodloužen více dopředu. Stroj měl kapkovitou kabinu, samozřejmostí bylo námořní vybavení. Důležitým krokem bylo zásadní zvýšení zásoby paliva (nádrž v zadní části trupu stejně jako F Mk. 17 a nádrže v náběžných hranách), čímž stroj překonal jeden z původních nedostatků – krátký dolet. Střelecká výzbroj opět sestávala ze 4 kanónů Hispano Mk. II nebo Mk. V, hmotnost výzbroje nesené na závěsnících pod trupem a pod křídly mohla být až 1 500 lb (680 kg).
Letadla Mk. 47 přicházela do služby v únoru 1948 (804. peruť) a byla nasazena u 800. perutě v Korejské válce a nad Malajskem z letadlové lodi HMS Triumph. Postaveno bylo 140 strojů, poslední byly vyřazeny z aktivní služby v první linii v roce 1951.
Část letounů byla určena pro ozbrojený průzkum s označením FR Mk. 47, tyto stroje byly vybaveny dvěma kamerami F.24 v zadní části trupu.

## Supermarine Seafang
Nástupcem Seafiru se měl stát Supermarine Seafang, stíhací letoun s křídlem s laminárním profilem, vyvíjený ze stroje Supermarine Spiteful.

## Specifikace (L Mk. III)

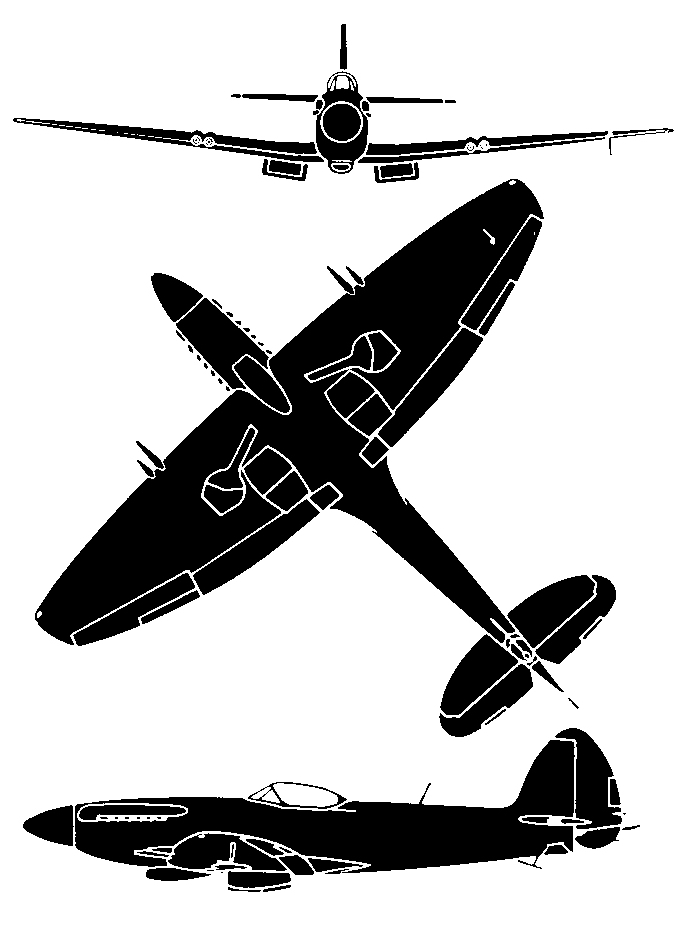
Třípohledový nákres Seafire F.Mk.17

### Technické údaje
- Posádka: 1 (pilot)
- Délka: 9,21 m
- Rozpětí: 11,23 m; se složenými křídly 4,1 m
- Výška: 3,96 m
- Prázdná hmotnost: 2814 kg
- Maximální vzletová hmotnost: 3565 kg
- Pohonná jednotka: 1× Rolls-Royce Merlin 55M s kompresorem a čtyřlistou stavitelnou vrtuli Rotol R12/4F5 s konstantními otáčkami
- Výkon pohonné jednotky: 1 182 kW (1 585 k)

### Výkony
- Maximální rychlost: 533 km/h u hladiny moře; 560 km/h ve výšce 1830 m
- Dolet: 825 km s přídavnou nádrží o 405 l (90 Imp gal)
- Dostup: 7315 m
- Počáteční stoupavost: 21,13 m/s

### Výzbroj
- 2 × kanóny Hispano ráže 20 mm
- 4 × kulomety Browning ráže 7,7 mm
- podvěšená výzbroj do hmotnosti 227 kg (500 lb) na jednom závěsníku pod trupem (bomba / nádrž) a pod křídly (neřízené rakety)